# Povijest ekonomske misli
Povijesni razvoj ekonomske misli
- Merkantilizam
- Fiziokratizam
- Klasična liberalna škola
- Utopijski socijalizam
- Marksizam
- Neoklasična škola
- Njemačka historijska škola
- Keynesijanska škola
- Neorikardijanska škola
- Institucionalizam

## Merkantilizam
Prva škola ekonomske misli koja je analizirala kapitalistički način proizvodnje. Postojao je u svim europskim zemljama od Španjolske do Rusije i Engleske do Dubrovnika od 15. do 18. stoljeća. Nastao je kao reakcija na krizu feudalizma i srednjovjekovne teologije. Merkantilisti su objašnjavali kako povećati materijalno bogatstvo države. Smatrali su da se bogatstvo neke zemlje izražava u novcu odnosno plemenitim metalima.
Bogatstvo se može povećati ili putem prirodnih izvora ili putem vanjske trgovine. Da bi se povećalo bogatstvo putem vanjske trgovine zemlja mora uvijek imati pozitivnu trgovinsku bilancu. To se postiže ekspanzijom izvoza i putem smanjenja uvoza. Postizanje pozitivne platne bilance moguće je jedino putem državne intervencije.  Unutarnja trgovina ne stvara bogatstvo. Predstavnici su Benko Kotruljić (15 st.), Nikola Vito Gučetić (16 st.),  Juraj Križanić (17 st.) i Adalbert Barić (18 st.), prvi profesor kameralnih znanosti u Hrvatskoj

## Fiziokratizam
Fiziokratizam je pravac u ekonomskoj misli nastao u Francuskoj u 18. stoljeću. Fiziokratizam je francuska varijanta klasične liberalne škole. Nastao je kao kritika feudalizma i zapostavljanja poljoprivrede.  Ime je dobio od grčkih riječi “fysis” (priroda) i “kratein” (vladati) jer je zastupao tezu o organizaciji društva na temelju prirodnog poretka. Elementi prirodnog poretka su privatno vlasništvo, sloboda poduzetništva, slobodna konkurencija i privatni interes.
Temeljno načelo je bilo načelo “laissez faire, laissez passer”( "Pustite neka svatko čini što želi i neka sve ide svojim tijekom"). Glavni predstavnici su Quesnay i Turgot.
Fiziokrati su tvrdili da se bogatstvo ne sastoji od novca već od roba.
Najvažnija privredna djelatnost je poljoprivreda jer se u njoj stvara čisti proizvod – produit net. Priroda je stvaratelj čistog proizvoda. Fiziokrati su prvi pokušali objasniti pojavu ekonomskog viška i kružni tok privrede.

Fiziokratizam je pravac u ekonomskoj misli od 16. – 18. stoljeća i osnovne postavke njihovih ekonomskih razmišljanja vezane su uz prirodu kao izvor nacionalnog bogatstva (fizio-krateos= priroda vlada). S obzirom na to da je u to doba većina ljudskih potreba bila vezana uz prehranu, odjeću i obuću te stanovanje svi ti proizvodi imali su izvore u prirodi. Promatrali su različita klimatska podneblja i proučavali koliki broj stanovnika se može prehraniti po jednom hektaru zemljišta. Za Europu rezultat je bio 2-3 osobe po hektaru, dok je u Kini bilo moguće prehraniti do 15 osoba po hektaru. Smatrali su da su trgovina i manufaktura štetna za nacionalno bogatstvo jer izvlači kapital iz poljoprivrede.